# Teatro Eliseo
Il Teatro Eliseo è un teatro di Roma, chiuso al pubblico dal marzo 2020.
Inizialmente costruito in legno e dedicato a spettacoli di varietà con il nome di Arena Nazionale (poi solo Nazionale), con gli anni assunse maggiore importanza fino a diventare un punto di riferimento nel panorama teatrale nazionale italiano.

## Storia
Più giovane dei grandi teatri romani, l'Eliseo nasce nella primavera del 1900 solo con palcoscenico e piccola tettoia: un teatro all'aperto chiamato Arena Nazionale.
Il 24 settembre 1910 una folla elegantissima inaugura il nuovo Teatro Apollo, finalmente costruito in muratura. Il programma artistico rispecchia le mode del tempo: operetta e spettacoli di varietà alternati a opere liriche. Due anni dopo, il Ridotto viene staccato e gestito separatamente come locale notturno: un vero café chantant che prende il nome di Sala Apollo. Il resto del Teatro, mutilato, diventa Teatro Cines, luogo di spettacoli cinematografici e di qualche operetta.
La nuova e definitiva insegna arriva nel maggio del 1918: Teatro Eliseo, così ribattezzato da Prosperi, vincitore del concorso indetto per il cambio del nome. In quell'occasione si rinnova anche la gestione affidata a Mentore Clerici, già titolare del Cines.
Nel 1935 ecco la Grande Compagnia Spettacoli Eliseo: Anna Magnani ne è la star. L'Eliseo che oggi conosciamo viene inaugurato il 5 gennaio 1938, dopo sei mesi di radicale ricostruzione. Direttore del nuovo Eliseo è Vincenzo Torraca, che ne regge le sorti per quasi quarant'anni.
Dalla nuova insegna ai primi anni quaranta, sul palcoscenico dell'Eliseo passa il miglior teatro italiano: Ettore Petrolini, Totò, Macario, Anna Magnani, con i loro spettacoli di varietà, insieme ai più celebri attori di prosa: da Emma Gramatica a Maria Melato, da Angelo Musco a Paola Borboni. La Compagnia del Teatro Eliseo è formata da Andreina Pagnani, Gino Cervi, Rina Morelli, Paolo Stoppa, Carlo Ninchi, Aroldo Tieri e dall'organizzatore teatrale Luigi Gatti. Di casa anche la Compagnia di Memo Benassi e quella di Ermete Zacconi, la Tofano-Maltagliati con le sue commedie sentimentali e Antonio Gandusio col suo repertorio comico; Renzo Ricci ed Eva Magni alternano Shakespeare a autori moderni. I fratelli De Filippo sono presenti quasi tutte le stagioni per più di tre mesi con i grandi successi di Eduardo come Natale in casa Cupiello, che fu rappresentato all'Eliseo nel 1936 con Titina, Eduardo e Peppino. Anche dopo lo scioglimento della Compagnia de “I De Filippo”, Eduardo sceglierà l'Eliseo come suo unico teatro a Roma.
Il 30 gennaio 1945, mentre l'Italia è ancora divisa dalla Linea Gotica e Roma retta dagli americani, sul palcoscenico dell'Eliseo si rappresenta I parenti terribili di Jean Cocteau con un regista quasi esordiente che avrebbe cambiato il teatro italiano: Luchino Visconti. Di lì a poco nasce la “Compagnia italiana di prosa” diretta da Luchino Visconti; l'organico fisso è formato da Rina Morelli, Paolo Stoppa, Giorgio De Lullo e Tatiana Pavlova ai quali si aggiungono di volta in volta Ruggero Ruggeri, Arnoldo Foà, Franco Zeffirelli, Marcello Mastroianni, Vittorio Gassman e non solo. La Compagnia porta in scena spettacoli memorabili come Un tram che si chiama desiderio, Morte di un commesso viaggiatore, Tre sorelle e L'Arialda di Giovanni Testori, lo spettacolo che porterà allo scioglimento della compagnia dopo che la magistratura ne aveva ordinato il sequestro per oscenità: è il 23 febbraio del 1961.
Negli anni cinquanta e sessanta l'Eliseo diventa la casa di artisti come Anna Proclemer e Giorgio Albertazzi, di compagnie come quella dei Quattro di Franco Enriquez, quella del Piccolo di Milano diretto da Strehler, dei Giovani, che porta le prime novità di Giuseppe Patroni Griffi: Metti una sera a cena, D'amore si muore e Anima Nera.
Nell'ottobre del 1977 comincia una nuova epoca: Vincenzo Torraca passa il testimone a Giuseppe Battista, che gestirà il Teatro per vent'anni. Il nuovo corso è inaugurato con l'Enrico IV con Valli e De Lullo, che sono, con Giuseppe Patroni Griffi, i direttori artistici delle due sale: Eliseo e Piccolo Eliseo, come viene ribattezzato il Ridotto completamente ricostruito.
Negli anni ottanta e novanta la direzione artistica è affidata a Rossella Falk e Umberto Orsini, affiancati per qualche anno da Gabriele Lavia. Sul palcoscenico ci sono sempre i più grandi attori italiani: da Turi Ferro a Aroldo Tieri e Giuliana Lojodice, da Lilla Brignone a Lea Massari, da Alberto Lionello a Ugo Tognazzi. Monica Vitti con La strana coppia, interpretata con Rossella Falk e diretta da Franca Valeri, Mariangela Melato con Medea diretta da Giancarlo Sepe, Nino Manfredi con la sua novità Gente di facili costumi, scelgono l'Eliseo per il loro ritorno alle scene. I loro spettacoli sono eventi con file al botteghino fin dalle sei del mattino.
Nel luglio 1997 la gestione del Teatro è rilevata da Vincenzo Monaci e la direzione artistica affidata a Maurizio Scaparro, in carica fino al giugno del 2001. Nel corso del 2001 Luca Barbareschi vede premiata la sua costante attività ed il suo impegno con la nomina a Direttore Artistico del Teatro Eliseo. Dopo poco tempo le prospettive di Barbareschi non coincidono con quelle del CDA. La vicenda non va a finire bene, Barbareschi viene mandato via senza giusta motivazione, fa causa alla società e ottiene un risarcimento danni di 200.000 euro. Nell'aprile del 2002 è designato direttore artistico Giuseppe Patroni Griffi che viene affiancato da Antonio Calbi. La direzione di Patroni Griffi si interrompe prematuramente a causa dell'improvvisa scomparsa. Nell'aprile 2005, gli succede Antonio Calbi. Nel 2007 assume la direzione Massimo Monaci.
Dagli anni 2000 il Piccolo Eliseo si apre alle nuove drammaturgie italiane e straniere, ai nuovi interpreti e registi. Il Teatro Eliseo, invece, continua a essere il palcoscenico delle grandi produzioni e interpreti del teatro italiano: Giorgio Albertazzi, Silvio Orlando, Anna Marchesini, Giuliana De Sio, Franca Valeri, Leo Gullotta, Remo Girone, Alessandro Gassman e molti altri.
Dopo la sospensione nel novembre 2014, il Teatro Eliseo e il Piccolo Eliseo hanno ripreso le attività nel settembre 2015, dopo diversi mesi di lavori di manutenzione straordinaria, sotto la gestione e la direzione artistica di Luca Barbareschi, che nel 2018 ha acquistato il teatro.
Dal marzo del 2020 il teatro è chiuso. Il 21 dicembre 2023, la Regione Lazio comunica l'acquisto del Teatro di via Nazionale ma poi salta l'accordo.
Nel novembre 2024 Luca Barbareschi lancia appello pubblico affinché le istituzioni si adoperino per consentire il mantenimento in vita del teatro, la ripresa delle attività.